# Тимерсянка
Тимерсянка — река в России, протекает в Ульяновской области и Татарстане. Левый приток реки Бирюч.

## География
Исток находится к западу от села Верхние Тимерсяны Цильнинского района Ульяновской области — на смежной территории Дрожжановского района Татарстана. Устье реки находится в 25 км по левому берегу реки Бирюч.
От истока сразу попадает на территорию Ульяновской области и течёт на восток по открытой, густонаселённой, изрезанной оврагами местности. Почти половина длины реки проходит в населённых пунктах Верхние-, Средние-, Нижние-, Новые Тимерсяны, Норовка (других населённых пунктов в бассейне реки нет). От села Новые Тимерсяны течёт на юго-восток.
Имеются пруды на реке и притоках.

## Данные водного реестра
По данным государственного водного реестра России относится к Верхневолжскому бассейновому округу, водохозяйственный участок реки — Свияга от истока до села Альшеево, речной подбассейн реки — Волга от впадения Оки до Куйбышевского водохранилища (без бассейна Суры). Речной бассейн реки — (Верхняя) Волга до Куйбышевского водохранилища (без бассейна Оки).
Код водного объекта в государственном водном реестре — 08010400512112100002318.